# Hibiscus talbotii
Hibiscus talbotii är en malvaväxtart som först beskrevs av Rakshit, och fick sitt nu gällande namn av T.K. Paul och M.P. Nayer. Hibiscus talbotii ingår i Hibiskussläktet som ingår i familjen malvaväxter. Inga underarter finns listade i Catalogue of Life.